# 超现实幽默
超现实幽默（也称为荒诞幽默）是幽默的一种形式，通过故意违反因果推理，来产生明显不合逻辑的事件和行为。超现实幽默往往由离奇的并列、不当的推论、无理或荒谬的场景以及大量废话构成。
超现实幽默是对观众预期的颠覆，以与场景逻辑脱节的不可预测性来娱乐观众；荒唐离奇的剧情正是其吸引力所在。超现实幽默这一流派起源于艺术上的超现实主义。

## 文学先驱

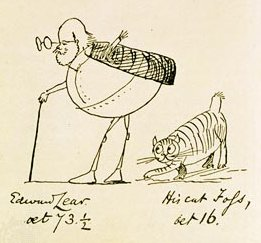
爱德华·李尔在1885年所作的石版画：73岁的他与他16岁的猫福斯（Foss）在一起

不合逻辑与荒谬是超现实幽默的要素。人们可以通过这两者识别出其先驱和自19世纪以来的早期作品，譬如路易斯·卡罗的《爱丽丝梦游仙境》与《爱丽丝镜中奇遇》，这两部作品都将不合逻辑和荒谬（如吸水烟的毛虫、用活火烈鸟当槌子的槌球比赛等）运用于产生幽默效果。爱德华·李尔的许多儿童故事和诗词也以超现实的手法写成，含有各种无意义的胡说八道。比如，《四小孩环游世界》（The Story of the Four Little Children Who Went Round the World，1871年）中充斥着矛盾的陈述和离奇的图片。例如：
过了一段时间，他们看见远处有一块陆地。当他们抵达那里时，他们发现那是一座注满了水的小岛，小岛完全被陆地围住。此外，它的四边是一些由裡向外逐渐消失的峡谷，每条峡谷都有一股巨大的水流，它们围着小岛向四处奔涌，看起来美极了。那里只有一棵树，503英尺高。
（页面存档备份，存于）

## 与达达主义和未来主义的关系
在20世纪早期，以达达主义、超现实主义和未来主义为代表的几起先锋派运动，展开了对一种随意、恼人和不合逻辑的艺术形态的争论。这些运动的目标在某种程度上说是严肃的：他们致力于破坏当代艺术机构的庄严感与自我满足感。因此，他们创作的许多艺术作品都有意地去逗人发笑。
一个著名的例子是杜尚的作品《喷泉》（1917年），它实际上是一口装反了的小便斗，并署名“R. Mutt”。这一作品是史上最知名和最具影响力的艺术品之一，并是现成物运动中最早的作品之一。它本身是一个玩笑：因为它颠覆了物品本身的用途，在艺术展中也是不协调的异类。

## 词源和发展

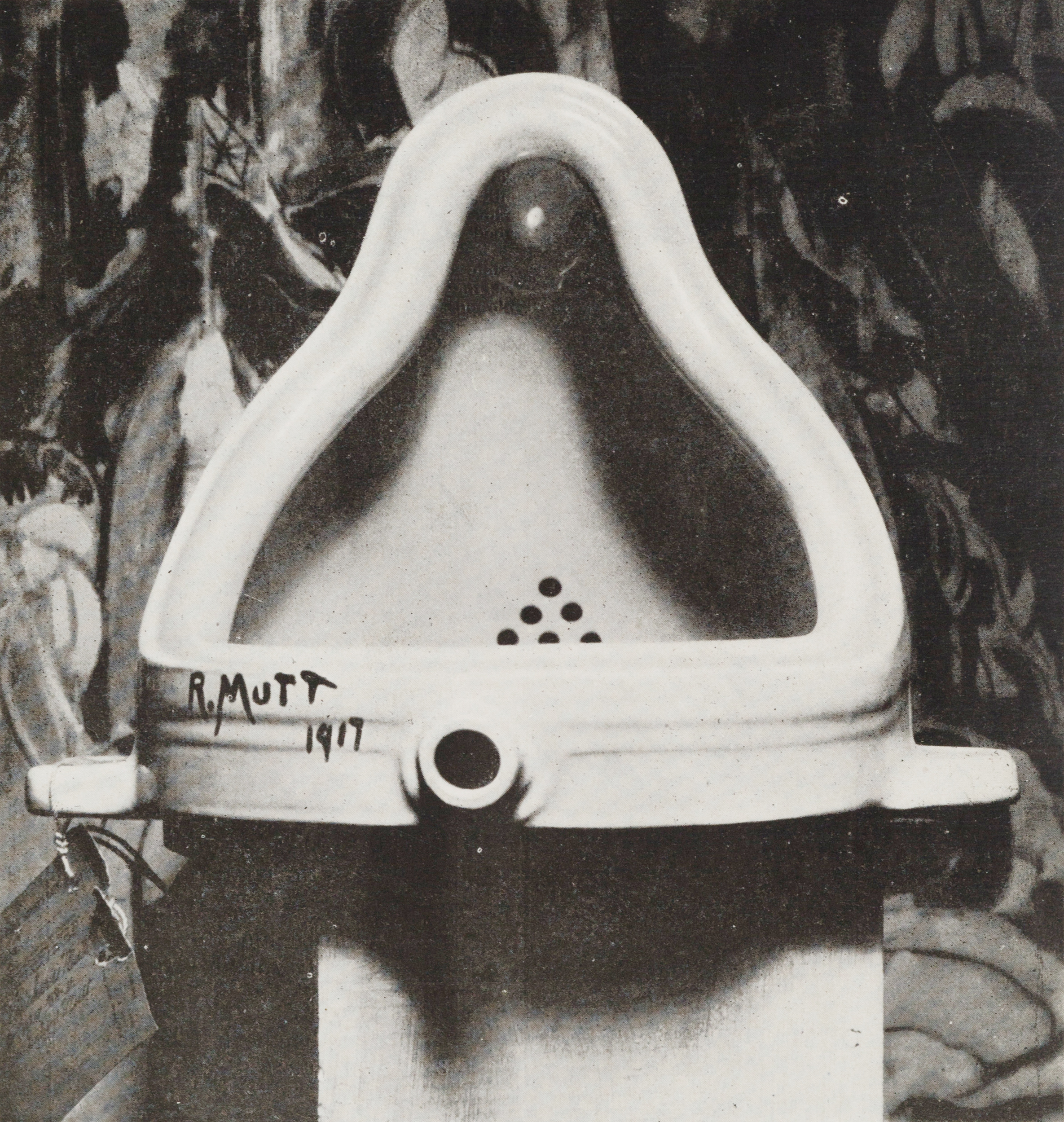
杜尚的作品《喷泉》（1917年）：一口装反了的小便斗，并署名“R. Mutt”

1920年代初，人们开始使用“超现实”（surreal）一词来描述一种美学类型。
在先锋派运动以外，早期的超现实主义喜剧出现在现代作家带有讽刺和喜剧色彩的作品当中：譬如李尔和卡罗写作的那些没有正常逻辑规则的故事。除此以外的例子，还有弗朗茨·卡夫卡的黑色幽默作品，詹姆斯·乔伊斯、杰克·凯鲁亚克、威廉·柏洛兹和亨特·S·汤普森的意识流文学，以及狄兰·托马斯与E·E·卡明斯的诗词。
超现实幽默也存在于先锋派的戏剧作品中。例如《等待戈多》和《君臣人子小命呜呼》。在美国，通常认为S·J·佩雷尔曼（1904年－1979年）是第一位超现实幽默作家。小野洋子、安迪·沃霍尔、唐纳德·巴塞尔姆、伊塔罗·卡尔维诺、约翰·霍奇曼等许多艺术家在他们的作品中也运用了这一技法。
超现实主义幽默在大众文化中发挥了重要作用，特别是自《愚公秀》、厄尼·科瓦茨和火象剧院之后。在1960年代，超现实幽默与反文化相结合，不仅在青年国际党和快乐捣蛋者等社会运动中得到运用，也出现在披头士乐队、西德·巴雷特、弗兰克·扎帕、居民、邦佐狗乐队、牛心上尉以及电视剧《门基乐队》的迷幻音乐当中。
斯派克·米利根的荒谬主义作品产生了巨大的影响。他的早期电台作品《愚公秀》在当时极其流行，启迪了众多的荒谬主义喜剧演员。1969年，斯派克·米利根开始创作电视节目《Q...》，这一小品剧进一步影响了同时代的喜剧表演团体蒙提·派森。同样，派森剧团也以其开创性的节目《蒙提·派森的飞行马戏团》影响了众多后来者。
1980年代，随着“另类喜剧”时代的开启，荒诞主义的喜剧家们开始巡回表演，连环喜剧团也在这一时期诞生。随着在第4台播出的第一档节目《连环喜剧秀》（The Comic Strip Presents...）大获成功，BBC决定启动电视剧《超现实大学生活》的制作，并在1982年至84年间播出了两季。这是一部基于四个大学生生活的荒谬主义情景喜剧。与《蒙提·派森》一样，《超现实大学生活》也具有错综复杂的结构，其剧情荒谬而无序。
从1980年代后期到1990年代，维克·里夫斯和鲍勃·莫蒂默在英国超现实喜剧界占主导地位。
进入21世纪后，喜剧团体“神奇动物管理员”开始利用情景喜剧的形式来表现超现实幽默。单口喜剧演员埃迪·伊扎德的作品中广泛应用了超现实主义的派森流派风格：他通常使用拟人的手法来讲述老梗，并会将数个笑话串联成一出时长2小时的表演。“神奇动物管理员”的成员诺埃尔·菲尔丁是一位著名的超现实主义表演家。在团体节目之外，他还拥有自己的小品剧《诺妞的奢华喜剧》，剧中表现了多位超现实的角色：例如职业是体育老师的巧克力手指饼，以及头部是一个巨大滨螺的人。
超现实主义幽默在电影中的应用，通常以提出离奇、颠倒或夸张的假设开始，随着剧情发展产生了一系列不可思议的后果；在电影中，观众自发的搁置怀疑会被延长到荒谬的长度。路易斯·布努埃尔是拍摄超现实主义电影的大师，以《泯灭天使》为代表之作。此外，彼得·格林纳威的《崩潰》、特里·吉列姆的《妙想天开》亦是此类电影的代表作。 和讽刺一样，超现实幽默并不仅是纯粹的娱乐手段，它更以攻击特定规范与成见为目的。

## 讨论
玛丽·罗杰斯和戴安娜·皮恩博士在题为“大象和棉花糖”（副标题“幽默对不一致性的解答及其唤醒理论的理论综合”）的文章中分析了这一主题，写道：“没有彻底解答不一致性的笑话是荒谬的”，并以一则大象笑话来举例：“为什么大象坐在棉花糖上？”“因为他不想掉进热巧克力杯子里去。”
“在她们看来，这个笑话没有得到彻底的解答，”埃利奥特·奥林格写到，“因为这个场景与我们的世界并不相容。很明显，现实世界中大象并不会坐在热巧克力杯子上。”奥林格认为幽默不在于解答不一致性，而在于“感知适度的不一致性”。他认为，所有的笑话都带有不同程度的不一致性；而要构成荒谬的笑话，需要额外具有与常识相悖的“荒谬形象”。